# Dudley Pound
Sir Dudley Pound (Sir Dudley Alfred Pickman Rogers Pound) (29. srpna 1877, Ventnor, Anglie – 21. října 1943, Londýn, Anglie) byl britský admirál. Jako kapitán se vyznamenal v první světové válce, poté zastával funkce v námořní administraci a v letech 1936–1939 byl již v hodnosti admirála velitelem ve Středomoří. S podlomeným zdravím převzal na začátku druhé světové války funkci prvního námořního lorda a podílel se na plánech zásadních válečných operací (bitva o Atlantik). V roce 1939 dosáhl u Royal Navy nejvyšší možné hodnosti velkoadmirála.

## Životopis

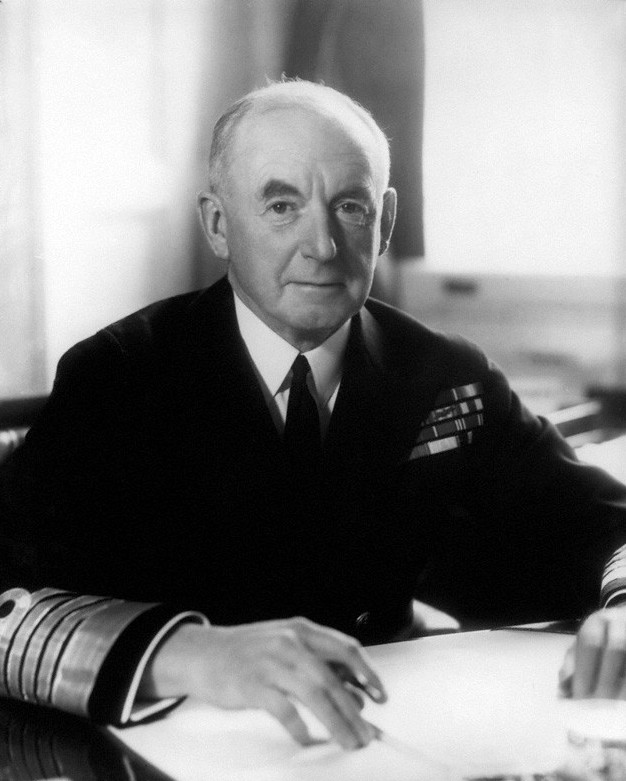
Admirál Dudley Pound po nástupu do funkce prvního námořního lorda (1939)

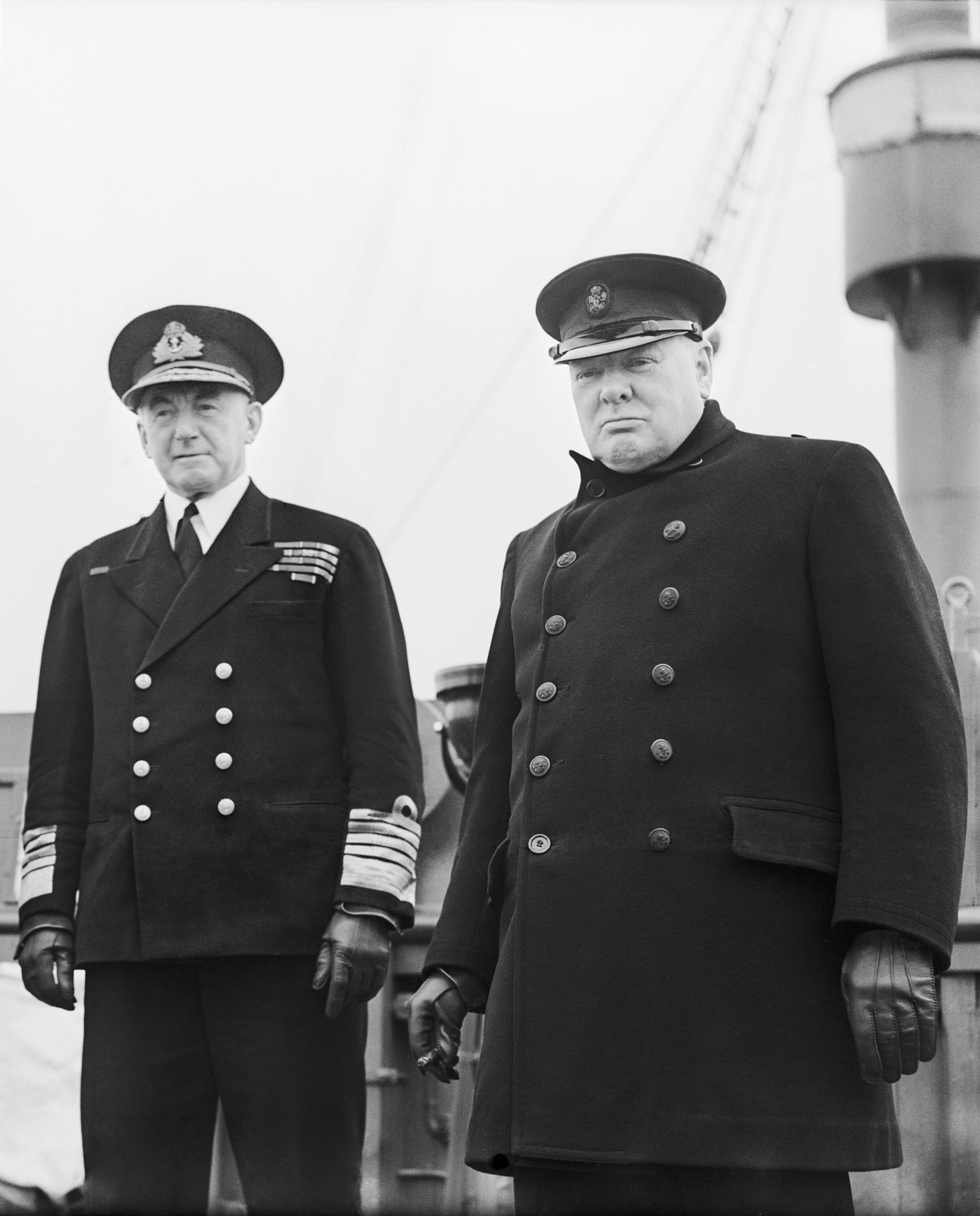
Admirál Dudley Pound jako doprovod Winstona Churchilla na návštěvě USA (1943)

Narodil se jako syn právníka Alfreda Johna Pounda (1848–1906), po matce Elizabeth byl vnukem amerického loďařského magnáta Richarda Rogerse. Do Royal Navy vstoupil v roce 1891, první roky aktivní služby strávil v Lamanšském průlivu, Východočínském moři a Atlantiku. V hodnosti komandéra působil od roku 1909 na admiralitě a na počátku první světové války byl povýšen na kapitána (1914). Jako velitel válečné lodi HMS Colossus se zúčastnil bitvy u Jutska, spíše ale působil v zázemí jako pobočník prvního námořního lorda, znovu pracoval také na admiralitě. V roce 1919 obdržel Řád lázně, poté byl velitelem bitevního křižníku HMS Repulse. Od roku 1922 byl ředitelem odboru plánování na admiralitě a v letech 1925–1927 náčelníkem štábu středomořského loďstva.
V roce 1926 byl povýšen na kontradmirála, zároveň zastával funkci námořního pobočníka krále Jiřího V. V letech 1926–1929 byl lordem admirality a zástupcem náčelníka námořního štábu. Po poslední aktivní službě na moři v roce 1929 byl povýšen na viceadmirála (1930) a v letech 1931–1936 zastával funkci druhého námořního lorda s kompetencí pro námořní kádry. V roce 1932 byl reprezentantem britského námořnictva u Společnosti národů a v roce 1933 byl jako rytíř Řádu lázně povýšen do šlechtického s nárokem na titul Sir. V roce 1933 zároveň dosáhl hodnosti admirála a v letech 1936–1939 byl vrchním velitelem ve Středozemním moři.
Těsně před začátkem druhé světové války byl jmenován velkoadmirálem (Admiral of the Fleet, 1939) a povolán do funkce prvního námořního lorda (1939–1943), od roku 1941 byl také prvním námořním pobočníkem krále Jiřího V. Jako první námořní lord úzce spolupracoval s premiérem Winstonem Churchillem a naplánoval několik úspěšných akcí (bitva o Atlantik). (Winston Churchill ve svých pamětech označil jejich vztah jako velmi přátelský). V té době byl již ale vážně nemocen (již v roce 1939 se podrobil operaci nádoru na mozku, o níž veřejnost nebyla informována). Později prodělal dvě mrtvice a nakonec v září 1943 na funkci prvního námořního lorda rezignoval. Zemřel o měsíc později a byl mu uspořádán pohřeb ve Westminsterském opatství, jeho popel byl rozptýlen u ostrova Wight, kde se narodil.
Kromě všech tří stupňů Řádu lázně získal i další britská vyznamenání, byl nositelem velkokříže Viktoriina řádu (1937) a Řádu za zásluhy (1943). Za účast v první světové války obdržel ocenění i v zahraničí, byl nositelem francouzského Řádu čestné legie (1919), americké Medaile za vynikajicí službu (1919) a japonského Řádu vycházejícího slunce (1920). Za druhé světové války získal polský Řád znovuzrozeného Polska (1942) a norský Řád svatého Olafa (1942).
S manželkou Betty Whitehead (sňatek 1908) měl tři děti, synové Martin a George Dudley sloužili u Royal Navy.